# 礦之選
礦之選（日语：マイネルセレクト），是日本純種競賽馬匹。生涯活躍於泥地短途賽事，曾於2004年勝出日本育馬場盃短途賽。

## 出賽前
1999年5月29日出生於北海道三石町（今新日高町）加野牧場，成長途中於一口馬主俱樂部Thoroughbred Club Ruffian Ltd.進行馬主募集。
其後交由栗東訓練中心練馬師中村均訓練。

## 競賽生涯

### 2歲
2001年10月28日出戰福島競馬場2歲新馬戰，比賽途中保持於中團位置下在直路順利衝出，最終不斷加速下以拉開後方6馬位的姿態取得首勝。
其後出戰福島兩歲錦標雖然僅獲第四，但其後於一品紅賞及仙客來錦標中分別取得冠軍及亞軍的優秀戰績。
然而其後出現腳部不適的徵狀，最終需要進入休養狀態。

### 3歲
2003年10月於3歲以上1000萬獎金以下條件戰復出，保持穩定步速下以第二完賽。
其後出戰另一場3歲以上1000萬獎金條件戰及貴船錦標亦能保持優秀的表現，最終以一冠一季完賽。
但於貴船錦標後，陣營再度發現其腳部出現問題，因而被迫再度進入休養。

### 4歲
2003年原定以7月的條件戰岩室特別作為復出戰，但因被排除於比賽名單外而改為參戰下週的公開賽北陸錦標。比賽開始後，其保持於第四左右的位置，進入直路後由中檔位置順利突破並取得領先，其後亦能保持速度抵擋後方Lingus Laurel，最終以3/4馬位戰勝對手取勝。
9月6日出戰BNS賞，比賽途中採取先行戰術下於過彎時提早發力取代前方的Georgian King成為領先馬，及後繼續於直路保持衝刺速度下亦能抵擋後上的Tai Gallant之追擊，最終以破記錄的1分9.6秒時間贏得賽事。
其後出戰天狼星錦標，雖然為其首次挑戰分級賽，但仍然於賽前取得第一人氣。比賽開始後，其選擇保持於約莫第三的位置穩步推進，並於通過彎道後開始稍為移出外檔而進入望空狀態。進入直路後，憑藉此前的動作，其成功於中檔位置順利加速帶出，最終後方3馬位取得首個分級賽冠軍。
11月3日乘勢挑戰日本育馬場盃短途賽，比賽初段其繼續採用自身常用的先行戰術，保持於第四的位置逐步推進。進入直路後，其成功以凌厲的姿態衝出並逐步迫近前方的賽駒，可惜仍然未能超越領放馬South Vigorous，最終以鼻位差距撼負。

### 5歲
2004年其以三級賽石榴石錦標作為熱身，縱然於比賽途中雖然背負高達58.5公斤的頂磅，但其仍然於直路展現優秀的反應及強大的衝刺能力，最終於轟出後600米37.6秒的末腳速度下以3 1/2馬位優勢再度奪得分級賽冠軍。
其後陣營安排其遠征阿聯酋出戰杜拜金莎軒錦標，雖然於比賽途中能維持較為穩定的追進，但最終仍然不敵其他對手跑獲第五。
回國稍為休養後於秋季出戰埼玉盃，但狀態未回復最佳之下無法在直路上突破，最終以第六落敗。
9月29日出戰東京盃，本次比賽其一反以往的做法改用居中戰術，比賽途中由始至終保持於中團位置。進入直路後，其再度展現絕佳的反應嚮應騎師武豐的指揮逐步蠶食前方對手，最終超越所有賽駒下贏得比賽。
11月再度挑戰日本育馬場盃短途賽，賽前壓贏Agnes Wing及Hikari Zirconia取得第一人氣。比賽開始後，其重拾一直常用的先行戰術，保持於Kasegi Gashira及Divine Silver後方的第三位置逐步推進，並於比賽途中一直處於有遮擋的有利位置。進入直路後，其稍微外移之下得以望空，一早衝出之下於中段經已取得領先優勢，及後繼續保持速度下亦可阻止Agnes Wing的攻勢，最終拉開對手2 1/2馬位率先衝線取得首個一級賽冠軍。

### 6歲
2005年年初其原本打算直接挑戰二月錦標，然而受到感冒影響下需要退賽，甚至連之後獲邀參加的杜拜金莎軒錦標亦未能成行。
歷經休養過後其以黑船賞作為首戰，於比賽途中率先加速下成功抵擋後上馬真善美的追擊，以輕鬆的姿態再下一城。
其後原定出戰柏市紀念，但於身體不適選擇迴避並前方放草備戰秋季的賽事。然而於8月時，其陣營被檢查出右前腳患有肌腱炎，最終於各人士商討後決定安排退役。

### 詳細賽績
| 日期       | 舉辦國家 | 馬場 | 距離   | 級別     | 賽事名稱              | 負重 | 騎師     | 馬號 | 出馬 | 名次 | 時間    | 頭馬（二馬）          |
| ---------- | -------- | ---- | ------ | -------- | --------------------- | ---- | -------- | ---- | ---- | ---- | ------- | --------------------- |
| 28/10/2001 | 日本     | 福島 | 泥1000 |          | 2歲新馬               | 53   | 高橋亮   | 4    | 12   | 1    | 1:00.3  | （Wonder Flight）     |
| 18/11/2001 | 日本     | 福島 | 泥1200 | OP       | 福島兩歲錦標          | 55   | 高橋亮   | 4    | 16   | 4    | 1:10.4  | Cafe Bostonian        |
| 1/12/2001  | 日本     | 阪神 | 泥1200 |          | 一品紅賞              | 54   | 蛯名正義 | 11   | 16   | 1    | 1:12.7  | （Silver Pallet）     |
| 15/12/2001 | 日本     | 阪神 | 泥1400 | OP       | 仙客來錦標            | 56   | 吉田稔   | 3    | 11   | 2    | 1:24.8  | Inter Taiyo           |
| 12/10/2002 | 日本     | 京都 | 泥1200 |          | 3歲以上1000萬獎金以下 | 55   | 武豐     | 7    | 16   | 2    | 1:12.4  | Nichido Magic         |
| 26/10/2002 | 日本     | 京都 | 泥1200 |          | 3歲以上1000萬獎金以下 | 55   | 武豐     | 7    | 16   | 1    | 1:12.1  | （Sankin Halo）       |
| 24/11/2002 | 日本     | 京都 | 泥1400 |          | 貴船錦標              | 55   | 岩田康誠 | 14   | 15   | 3    | 1:24.3  | Tsurumaru Fighter     |
| 27/7/2003  | 日本     | 新潟 | 泥1200 | OP       | 北陸錦標              | 55   | 大西直宏 | 15   | 15   | 1    | 1:11.4  | （Lingus Laurel）     |
| 6/9/2003   | 日本     | 新潟 | 泥1200 | OP       | BSN賞                 | 55   | 大西直宏 | 10   | 15   | 1    | 1:09.6  | （Tai Gallant）       |
| 5/10/2003  | 日本     | 阪神 | 泥1400 | GIII     | 天狼星錦標            | 56   | 大西直宏 | 11   | 14   | 1    | 1:23.1  | （Tsurumaru Fighter） |
| 3/11/2003  | 日本     | 大井 | 泥1190 | 地方GI   | 日本育馬場盃短途賽    | 57   | 大西直宏 | 4    | 15   | 2    | 1:09.7  | South Vigorous        |
| 11/1/2004  | 日本     | 中山 | 泥1200 | GIII     | 石榴石錦標            | 58.5 | 武豐     | 6    | 16   | 1    | 1:10.9  | （Blue Concorde）     |
| 27/3/2004  | 阿聯酋   | 詩柏 | 泥1200 | GI       | 杜拜金莎軒錦標        | 57   | 武豐     | 7    | 12   | 5    | 1:11.10 | 新進                  |
| 8/9/2004   | 日本     | 浦和 | 泥1900 | 地方GIII | 埼玉盃                | 57   | 武豐     | 6    | 11   | 6    | 1:26.3  | Rocky Appeal          |
| 29/9/2004  | 日本     | 大井 | 泥1200 | 地方GII  | 東京盃                | 56   | 武豐     | 11   | 14   | 1    | 1:10.9  | （Hikari Zirconia）   |
| 3/11/2004  | 日本     | 大井 | 泥1200 | 地方GI   | 日本育馬場盃短途賽    | 57   | 武豐     | 8    | 12   | 1    | 1:10.6  | （Agnes Wing）        |
| 21/3/2005  | 日本     | 高知 | 泥1400 | 地方GIII | 黑船賞                | 59   | 武豐     | 8    | 12   | 1    | 1:28.4  | （真善美）            |

## 退役後
退役後，礦之選成為了配種馬，於北海道新冠町大紅牧場休養，在2006年進行配種，首批子嗣於2007年出生。首批子嗣可於2009年出賽。
2011年配種季結束後，其被輸出至韓國濟州特別自治道西歸浦市綠原牧場，來年於此地開始配種。
2020年10月1日，其因突然死亡為理由被韓國馬事會宣佈取消在種馬冊上的登記，但實際死亡時間等相關資訊均不明。

## 血統簡介
父系Forty Niner爲美國賽駒，曾勝出多場一級賽，退役後成爲優秀種馬，現已確立爲一支獨立的系統。祖父淘金者爲美國著名種馬，於近代擁有巨大影響力，和加拿大種馬北地舞人被譽爲兩大改變世界賽馬的偉大種馬。
母系Umeno Ascot為日本賽駒，生涯僅勝出一場賽事。外祖父Lucky Sovereign爲美國生產的英國賽駒，生涯戰績不俗，曾勝出二級賽。

### 血統表
| 父線：Forty Niner系（淘金者系）     |                                  |                |                |
| 種馬 Forty Niner 1985年（棗色）     | 淘金者 1970年（棗色）            | Raise a Native | 天才舞者       |
| 種馬 Forty Niner 1985年（棗色）     | 淘金者 1970年（棗色）            | Raise a Native | Raise You      |
| 種馬 Forty Niner 1985年（棗色）     | 淘金者 1970年（棗色）            | Gold Digger    | Nashua         |
| 種馬 Forty Niner 1985年（棗色）     | 淘金者 1970年（棗色）            | Gold Digger    | Sequence       |
| 種馬 Forty Niner 1985年（棗色）     | File 1976年（棗色）              | Tom Rolfe      | 里博           |
| 種馬 Forty Niner 1985年（棗色）     | File 1976年（棗色）              | Tom Rolfe      | Pocahontas     |
| 種馬 Forty Niner 1985年（棗色）     | File 1976年（棗色）              | Continue       | Double Jay     |
| 種馬 Forty Niner 1985年（棗色）     | File 1976年（棗色）              | Continue       | Courtesy       |
| 繁殖雌馬 Sweet Dream 1979年（棗色） | Lucky Soverign 1974年（棗色）    | 尼真斯基       | 北地舞人       |
| 繁殖雌馬 Sweet Dream 1979年（棗色） | Lucky Soverign 1974年（棗色）    | 尼真斯基       | Flaming Page   |
| 繁殖雌馬 Sweet Dream 1979年（棗色） | Lucky Soverign 1974年（棗色）    | Sovereign      | Pardao         |
| 繁殖雌馬 Sweet Dream 1979年（棗色） | Lucky Soverign 1974年（棗色）    | Sovereign      | Urshalim       |
| 繁殖雌馬 Sweet Dream 1979年（棗色） | Hagino Top Lady 1977年（深棗色） | Sancy          | Sanctus        |
| 繁殖雌馬 Sweet Dream 1979年（棗色） | Hagino Top Lady 1977年（深棗色） | Sancy          | Wordys         |
| 繁殖雌馬 Sweet Dream 1979年（棗色） | Hagino Top Lady 1977年（深棗色） | Itto           | Venture        |
| 繁殖雌馬 Sweet Dream 1979年（棗色） | Hagino Top Lady 1977年（深棗色） | Itto           | Miss Marumichi |
| 雌系：號族：7-e                     |                                  |                |                |
| 五代內近親交配：Nasrullah 5×5×5     |                                  |                |                |

## 命名由來
名字中，Meiner（マイネル）是馬主Thoroughbred Club Ruffian Ltd.之冠名，於德語中有「我的」之意思，香港則將Meiner誤當为有礦工之意的Miner，而翻譯为「礦」，Select（セレクト）即是「選擇」。

## 外部連結
- 礦之選 netkeiba.com （页面存档备份，存于）
- 血統表 （页面存档备份，存于）